# Emily Wants to Play
Emily Wants to Play (Emily quiere jugar) es un videojuego de terror independiente en primera persona y distribuido en formato digital, lanzado en 2015 por el desarrollador indie Shawn Hitchcock. La trama del juego sigue a un repartidor de pizza que es aprisionado y perseguido por una niña espectral de nombre Emily que junto a sus muñecos poseídos le obligan a jugar juegos infantiles durante una ronda determinada de horas.
Lanzado en diferentes consolas y plataformas como X Box, PlayStation, Android, iOS, HTC Vive y Oculus Rift y recibiendo una buena recepción del público, el juego también disfruto de un leve éxito durante su lanzamiento en parte su trama, jugabilidad y también por ser bien recibido entre personalidades de YouTube. 

## Jugabilidad
Con una perspectiva en primera persona y una jugabilidad que se basa principalmente en la exploración y en hacer click y apuntar, el único personaje jugable del juego es un repartidor de pizza anónimo, que queda encerrado en el escenario principal: una casa familiar común y corriente. Múltiples pistas sobre el origen de Emily e indicaciones de como enfrentar a los jefes se encuentran repartidas a lo largo del escenario a modo de grabaciones de voz y dibujos en diferentes habitaciones de la casa.
El modo de ataque y patrón de conducta de los diferentes jefes varía dependiendo del tiempo que dura la partida, el cual es el equivalente de 5 a 6 minutos en la vida real. Al llegar una determinada hora el jugador será enfrentado por los diferentes enemigos los cuales son: Kiki, una muñeca de porcelana cuyo ataque se basa en recrear el juego infantil de Peak-a-boo, Mr. Tatters, un payaso de juguete que recrea el juego infantil "el semáforo", Chester, un muñeco de ventrilocuismo que ataca con el juego de "la traes" y Emily, la villana principal del juego, el fantasma de una niña que ataca al jugador con el juego "las escondidillas".
Cuanto más pronto el jugador descifre el patrón de ataque de los enemigos y las debilidades en los juegos, los villanos comenzarán atacar simultáneamente y con más frecuencia hasta llegar a las 6 a. m. de la mañana, en el que el repartidor habrá ganado la partida y podrá escapar de la casa. Sí el jugador falla en ganar un juego contra cualquiera de los enemigos, el juego acabará, dándole al jugador la oportunidad de repetir nuevamente.

## Argumento
Después de haber recibido un pedido para entregar una pizza (presumiblemente por la propia Emily) un repartidor de pronto se ve encerrado en una casa al ingresar para poder entregar la pizza. Sin poder dejar la casa y encontrándose con algunos mensajes a lo largo de la casa que lo invitan a jugar con alguien que responde al nombre de Emily, el repartidor pronto comienza a ser atacado por tres muñecos con vida y consciencia propia, cuyos ataques se basan principalmente en juegos infantiles. 
Para poder sobrevivir el repartidor tiene que jugar los juegos infantiles cada vez que es encontrado por alguno de los tres muñecos: Kiki, Mr. Tatters y Chester. Además de que conforme comienzan a avanzar las horas, los muñecos empiezan atacar más frecuentemente al repartidor y casi al mismo tiempo. A medida que el repartidor explora la casa el va encontrando notas de voz grabadas por la madre de Emily y la dueña original de la casa, la cual confiesa como poco a poco su hija comenzó a mostrar un comportamiento más cruel y extraño después de que ella y su familia se mudaran en la actual casa y de que la niña encontrara en ella los juguetes a los que el repartidor se ha enfrentando. Emily eventualmente moriría misteriosamente tras haber sido mantenida en el sótano de la casa por sus desesperados padres. 
Al llegar a las 4 de la madrugada, el repartidor por fin es confrontado por Emily que lo desafía a jugar una ronda de "las escondidillas" y más tarde, a las 5 de la madrugada, hace lo mismo pero ayudada por sus 3 muñecos (Kiki, Mr.Tatters y Chester) y si el trabajador consigue ganar el juego contra todos los enemigos podrá salir de la casa, pero no deberá tardar mucho porque de lo contrario será asesinado por la propia Emily.
Satisfecha, Emily deja huir al repartidor que notifica a las autoridades sobre lo acontecido en la casa. No obstante lo único que los policías encuentran es una caja con los tres muñecos que son confiscados como evidencia.

## Lanzamiento
El juego fue originalmente lanzado para la plataforma Steam para Microsoft y OS X oficialmente el 10 de diciembre de 2015. Siendo un título indie que como otros juegos como "Five Nights at Freddy's" y "Slender: The Eight Pages" había tenido una buena recepción por parte del público, el título fue eventualmente distribuido en otras consolas de videojuegos como la PlayStation 4 y Xbox One para el 9 de septiembre de 2016 y posteriormente para iOS y Android el 31 de enero del mismo año.

## Recepción
En el sitio de recopilación de críticas Metacritic, el juego sostiene un puntaje de 75 basado en cuatro reseñas y como indicador de críticas generalmente favorables. Mientras que en la calificación de los usuarios, tiene una calificación de 5.4 de reacciones mixtas a promedio.
Escribiendo para GameSpew Harriet Keers Stribley le dio al juego una crítica muy positiva otorgándole un 8 de 10 como indicador de "muy bueno", en el que alaba su simplicidad y lo efectivo que es para los sustos. Con Stribley afirmando: "Logra lo que se propone hacer fantásticamente - asustarte a como de lugar." De forma parecida Darío Rossi de Multiplayer.it declaró que muy a pesar de su simplicidad y elementos no muy originales, encuentra el juego apropiado en el terreno del terror, escribiendo en su reseña: "Emily wants to play es un título aterrador hecho agradablemente pese a su simplicidad y a una muy evidente pista (la clásica casa encantada), se las arregla para manejar mecánicas aleatorias, aunque no sin algunos problemas". Calificando el juego con un 8.0.
En contraste Dylan Chaundy de Brash Games le dio un 7 de 10 al juego como indicador de "Bueno", alabando la atmósfera, gráficos y concepto en su reseña, pero también criticando el uso de Jump Scares y el patrón de ataques de los enemigos. Matt C de Digitallydonwlaoded le otorgó al juego tres estrellas y media de cuatro al considerarlo un juego que si bien era aterrador, no es lo suficientemente imersivo para los jugadores aún con su uso de jumpscares y recursos para crear tensión, conluyendo en su reseña: "Emily Wants to Play es un juego para la era de Twitch y YouTube. Es un juego para ser jugado y que las personas se den un paro cardíaco tras otro para el deleite de quienquiera que lo este viendo. Hay un poco de valor en eso y el juego lo aprovecha mejor que la mayoría pero no se apoya en eso-ni siquiera lo intenta. Cuando jugar con Emily se pone muy aterrador lo único que tienes que hacer es detener el juego."

## Secuela
En base al éxito que recibió la primera entrega, Hitchoock desarrolló una secuela del juego titulada Emily Wants to Play Too, la cual repitió la misma jugabilidad pero con diferencias en la trama y la jugabilidad. Adicionalmente a diferencia de su predecedora, la secuela fue desarrollada para poder ser jugada en una experiencia VR de simulación virtual.